# Championnats du monde de triathlon 2021
Navigation
Édition précédente Édition suivante
Les championnats du monde de triathlon 2021 sont composés d'une série de sept étapes, organisées par la Fédération internationale de triathlon (World Triathlon). Cette série porte le nom de Séries mondiales de triathlon (World Triathlon Championship Series - WTCS). Le circuit 2021, propose en complément des étapes de 2020, un nouveau format d'étape qui détermine les vainqueurs au travers de courses à élimination sur un format super-sprint de 300 mètres de natation, 7,2 kilomètres de vélo et deux kilomètres de course à pied.

## Organisation
Les épreuves du championnat du monde comportent aussi bien des courses au format M (distance olympique), soit 1 500 m de natation, 40 km de cyclisme et 10 km de course à pied, qu'au format S (sprint), soit 750 m de natation, 20 km de cyclisme et 5 km de course à pied et des courses en relais mixte (4X4). Les titres de champion et championne du monde de triathlon sur courte distance, sont octroyés aux triathlètes totalisant le plus grand nombre de points au classement général. Les titres pour les U23 (espoir) et les juniors s'attribuent sur une seule course qui se déroule généralement lors des journées de la grande finale du circuit.
L'épreuve des séries mondiales 2021, propose un nouveau format de course dénommé Eliminator qui se pratique sur la distance super-sprint de 300 mètres de natation, 7,2 kilomètres de cyclisme et de deux kilomètres de course à pied. L'étape se déroule sur plusieurs jours. 60 compétiteurs hommes et femmes sont tirés au sort et s'affronte par vague de 30 triathlètes. Les dix premiers de chaque vague sont qualifiés pour le deuxième jour et le second tour. Dix autres triathlètes sont repêchés dans une seconde course le jour même. Les 30 triathlètes qualifiés s'affrontent au cours de trois autres tours de compétition enchainées sur distance super sprint. Les dix derniers du premier tour sont éliminés, dix autres derniers du second tour sont éliminés, les dix derniers triathlètes s'affrontent dans un super-sprint final pour la victoire d'étape. La première de ce nouveau format se déroule sur l'étape de Montréal en août 2021
L'étape d'Edmonton au Canada est l'épreuve finale du championnat du monde individuel sur courte distance qui décerne les titres de champion et championne du monde de triathlon courte distance. L'étape des Bermudes décerne sur une seule épreuve les titres pour le relais mixte et un pour le super-sprint au format élimination.
Le classement général qui décerne les titres en individuel est obtenu par addition des points gagnés lors des étapes événement de Yokohama, Leeds, Montréal, de la finale à Edmonton et de l'épreuve olympique individuelle des Jeux olympiques d'été de 2020 à Tokyo.

## Calendrier
| Étape | Date                 | Ville      | Pays        | M | S | R | E |
| ----- | -------------------- | ---------- | ----------- | - | - | - | - |
| 1     | 15-16 mai 2021       | Yokohama   | Japon       | x |   |   |   |
| 2     | 5-6 juin 2021        | Leeds      | Royaume-Uni | x |   |   |   |
| 3     | 13-15 août 2021      | Montreal   | Canada      |   |   | x | x |
| 4     | 21-22 août 2021      | Edmonton   | Canada      | x |   |   |   |
| 5     | 18-19 septembre 2021 | Hambourg   | Allemagne   |   | x | x |   |
| 6     | annulée              | Bermudes   | Bermudes    |   |   | x | x |
| 7     | 5-6 novembre 2021    | Abou Dhabi | Abou Dabi   |   | x | x |   |

## Résultats

### Yokohama
L'épreuve se déroule sur distance standard en individuel (distance M).
| Position           | Hommes               | Hommes | Hommes          | Femmes           | Femmes | Femmes          |
| Position           | Nom                  | Pays   | Temps           | Nom              | Pays   | Temps           |
| ------------------ | -------------------- | ------ | --------------- | ---------------- | ------ | --------------- |
| Médaille d'or      | Kristian Blummenfelt |        | 1 h 42 min 55 s | Taylor Knibb     |        | 1 h 54 min 27 s |
| Médaille d'argent  | Jelle Geens          |        | 1 h 43 min 5 s  | Summer Rappaport |        | 1 h 54 min 57 s |
| Médaille de bronze | Morgan Pearson       |        | 1 h 43 min 12 s | Maya Kingma      |        | 1 h 55 min 5 s  |

### Leeds
L'épreuve se déroule sur distance standard en individuel (distance M).
| Position           | Hommes          | Hommes | Hommes          | Femmes            | Femmes | Femmes          |
| Position           | Nom             | Pays   | Temps           | Nom               | Pays   | Temps           |
| ------------------ | --------------- | ------ | --------------- | ----------------- | ------ | --------------- |
| Médaille d'or      | Alex Yee        |        | 1 h 43 min 27 s | Maya Kingma       |        | 1 h 54 min 26 s |
| Médaille d'argent  | Morgan Pearson  |        | 1 h 43 min 52 s | Jessica Learmonth |        | 1 h 54 min 37 s |
| Médaille de bronze | Marten Van Riel |        | 1 h 44 min 3 s  | Sophie Coldwell   |        | 1 h 54 min 46 s |

### Montréal
Les épreuves se déroulent au format élimination sur distance super-sprint et au format sprint pour le relais mixte.
| Position           | Hommes        | Hommes | Hommes      | Femmes        | Femmes | Femmes      |
| Position           | Nom           | Pays   | Temps       | Nom           | Pays   | Temps       |
| ------------------ | ------------- | ------ | ----------- | ------------- | ------ | ----------- |
| Médaille d'or      | Dorian Coninx |        | 22 min 8 s  | Flora Duffy   |        | 23 min 7 s  |
| Médaille d'argent  | Vincent Luis  |        | 22 min 9 s  | Taylor Knibb  |        | 23 min 14 s |
| Médaille de bronze | Léo Bergère   |        | 22 min 11 s | Taylor Spivey |        | 23 min 24 s |

| Position           | Équipe                                                                    | Temps           |
| ------------------ | ------------------------------------------------------------------------- | --------------- |
| Médaille d'or      | États-Unis                                                                | 1 h 25 min 27 s |
| Médaille d'or      | - Taylor Spivey - Seth Rider - Kirsten Kasper - Chase Mcqueen             | 1 h 25 min 27 s |
| Médaille d'argent  | Nouvelle-Zélande                                                          | 1 h 25 min 32 s |
| Médaille d'argent  | - Nicole Van Der Kaay - Dylan McCullough - Ainsley Thorpe - Saxon Morgan  | 1 h 25 min 32 s |
| Médaille de bronze | Italie                                                                    | 1 h 25 min 46 s |
| Médaille de bronze | - Beatrice Mallozzi - Gianluca Pozzatti - Alice Betto - Alessandro Fabian | 1 h 25 min 46 s |

### Edmonton
L'épreuve se déroule sur distance standard en individuel (distance M). Elle est l'épreuve finale du championnat du monde individuel sur courte distance qui décerne les titres de champion et championne du monde de triathlon courte distance et se déroule le 21 aout 2021.
| Position           | Hommes               | Hommes | Hommes          | Femmes          | Femmes | Femmes          |
| Position           | Nom                  | Pays   | Temps           | Nom             | Pays   | Temps           |
| ------------------ | -------------------- | ------ | --------------- | --------------- | ------ | --------------- |
| Médaille d'or      | Kristian Blummenfelt |        | 1 h 44 min 14 s | Taylor Knibb    |        | 1 h 54 min 47 s |
| Médaille d'argent  | Marten Van Riel      |        | 1 h 44 min 14 s | Léonie Périault |        | 1 h 55 min 43 s |
| Médaille de bronze | Léo Bergère          |        | 1 h 44 min 15 s | Flora Duffy     |        | 1 h 56 min 11 s |

### Hambourg
Les épreuves se déroulent sur distance sprint en individuel (distance S) et en relais mixte. L'épreuve individuel a lieu après la finale d'Edmonton et c'est la première comptant pour le championnat du monde 2022.
| Position           | Hommes           | Hommes | Hommes     | Femmes              | Femmes | Femmes      |
| Position           | Nom              | Pays   | Temps      | Nom                 | Pays   | Temps       |
| ------------------ | ---------------- | ------ | ---------- | ------------------- | ------ | ----------- |
| Médaille d'or      | Tim Hellwig      |        | 53 min 8 s | Laura Lindemann     |        | 58 min 17 s |
| Médaille d'argent  | Paul Georgenthum |        | 53 min 8 s | Nicole Van Der Kaay |        | 58 min 21 s |
| Médaille de bronze | Léo Bergère      |        | 53 min 9 s | Summer Rappaport    |        | 58 min 26 s |

| Position           | Équipe                                                                            | Temps           |
| ------------------ | --------------------------------------------------------------------------------- | --------------- |
| Médaille d'or      | Allemagne                                                                         | 1 h 21 min 39 s |
| Médaille d'or      | - Laura Lindemann - Lasse Nygaard-Priester - Marlene Gomez-Göggel - Tim Hellwig   | 1 h 21 min 39 s |
| Médaille d'argent  | Italie                                                                            | 1 h 21 min 45 s |
| Médaille d'argent  | - Beatrice Mallozzi - Alessio Crociani - Carlotta Missaglia - Gianluca Pozzatti   | 1 h 21 min 45 s |
| Médaille de bronze | Danemark                                                                          | 1 h 22 min 32 s |
| Médaille de bronze | - Alberte Kjær Pedersen - Emil Holm - Sif Bendix Madsen - Oscar Gladney Rundqvist | 1 h 22 min 32 s |

### Abou Dabi
L'épreuve se déroule sur distance sprint en individuel (distance S). Elle a lieu après la finale d'Edmonton et c'est la deuxième épreuve comptant pour le championnat du monde 2022.
| Position           | Hommes       | Hommes | Hommes      | Femmes               | Femmes | Femmes      |
| Position           | Nom          | Pays   | Temps       | Nom                  | Pays   | Temps       |
| ------------------ | ------------ | ------ | ----------- | -------------------- | ------ | ----------- |
| Médaille d'or      | Jelle Geens  |        | 52 min 20 s | Flora Duffy          |        | 55 min 41 s |
| Médaille d'argent  | Vincent Luis |        | 52 min 25 s | Georgia Taylor-Brown |        | 55 min 53 s |
| Médaille de bronze | Bence Bicsák |        | 52 min 28 s | Sophie Coldwell      |        | 56 min 11 s |

## Classement général championnat du monde élite
| Rang               | Nom                   | Points |
| ------------------ | --------------------- | ------ |
| Médaille d'or      | Kristian Blummenfelt  | 3927   |
| Médaille d'argent  | Marten Van Riel       | 3594   |
| Médaille de bronze | Alex Yee              | 3289   |
| 4                  | Léo Bergère           | 3131   |
| 5                  | Hayden Wilde          | 2719   |
| 6                  | Vincent Luis          | 2614   |
| 7                  | Dorian Coninx         | 2525   |
| 8                  | Antonio Serrat Seoane | 2371   |
| 9                  | Seth Rider            | 1812   |
| 10                 | Morgan Pearson        | 1781   |

| Rang               | Nom             | Points |
| ------------------ | --------------- | ------ |
| Médaille d'or      | Flora Duffy     | 3861   |
| Médaille d'argent  | Taylor Knibb    | 3486   |
| Médaille de bronze | Taylor Spivey   | 3239   |
| 4                  | Maya Kingma     | 3161   |
| 5                  | Sophie Coldwell | 2942   |
| 6                  | Katie Zaferes   | 2902   |
| 7                  | Léonie Périault | 2620   |
| 8                  | Laura Lindemann | 2516   |
| 9                  | Non Stanford    | 1982   |
| 10                 | Alice Betto     | 1697   |